# Grünberger Handschrift
Als Grünberger Handschrift (tschechisch rukopis zelenohorský, abgekürzt oft RZ) wird eine literarische Fälschung bezeichnet, die angeblich 1817 auf Schloss Grünberg bei Nepomuk gefunden wurde.

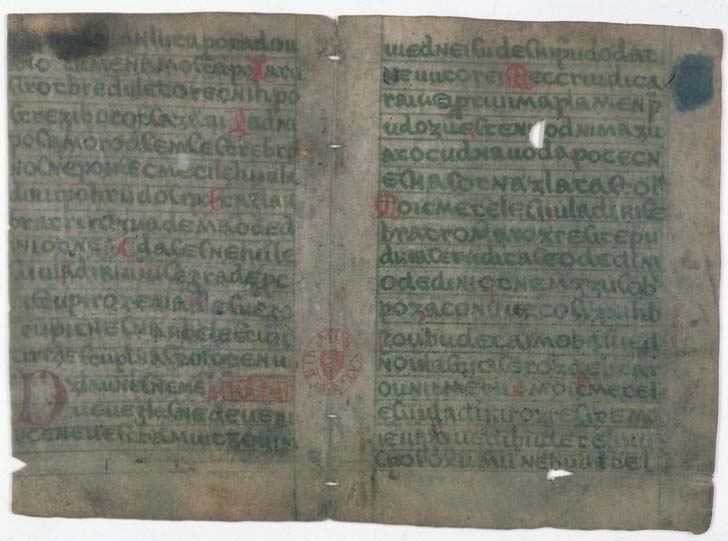
Grünberger Handschrift

## Beschreibung
Die Grünberger Handschrift besteht aus acht beschriebenen Seiten auf zwei Pergament-Doppelblättern. Die Doppelseiten sind grob verarbeitet, erkennbar beschädigt und messen 22,4 × 18 cm. Der fortlaufende Text ist mit einer Eisen-Kupfer-Tinte geschrieben, die heute grün ist und früher angeblich eine schwarze Kruste hatte. Verziert ist der Text mit vier zinnoberroten Initialen und einigen zinnoberroten Großbuchstaben. Außerdem kommen häufig winzig kleine rote Zeichen vor, deren Zweck unbekannt ist. Der Text ist ohne Leerzeichen (in continuo) geschrieben, die Anfangsbuchstaben der Wörter sind mit zinnoberroten Wurzelrubriken versehen.

## Inhalt
Die Handschrift enthält Fragmente der in alttschechischer Sprache abgefassten Gedichte Sněmy (Der Landtag) und Libušin soud (Das Gericht der Libussa) mit dem Thema: Konflikt der Brüder Chrudoš und Šťáhlav um das Erbe und ihrer Aburteilung durch die Fürstin Libuše.

## Geschichte
(Zum historischen Hintergrund und dem Streit um die Echtheit siehe auch: Königinhofer Handschrift)
Die Grünberger Handschrift soll im Herbst 1817 von Josef Kovář auf Schloss Grünberg entdeckt worden sein, der sie anonym an den Fürsten Kolowrat als Geschenk für die Gesellschaft des vaterländischen Museums in Böhmen und das neu gegründete Nationalmuseum sandte, dessen Archivar Václav Hanka zugleich der Entdecker der Königinhofer Handschrift  war.
Die in diesen Handschriften enthaltenen Texte galten damit als die bis dahin ältesten bekannten Dokumente tschechischer Literatur.
Es wurde angenommen, dass diese Sammlung aus dem 8. oder 9. Jahrhundert stamme. Entspräche dies den Tatsachen, wären es die ältesten überlieferten Handschriften in ganz Böhmen. Die Handschrift wurde in der Zeit der Tschechischen Nationalen Wiedergeburt (národní obrození) zusammen mit der ebenfalls gefälschten Königinhofer Handschrift zu einem nationalistischen Symbol.
Gleich nach Bekanntwerden der Grünberger Handschrift erklärte der führende böhmische Philologe Josef Dobrovský, der die Königinhofer Handschrift vorbehaltlos aufgenommen hatte, sie für eine Fälschung und bezeichnete seinen Studenten Hanka als Autor des Fragments.
Ihre Echtheit wurde dann auch von Bartholomäus Kopitar, Max Büdinger und anderen angefochten, dagegen von Josef Jungmann, František Palacký, Pavel Jozef Šafárik, Václav Vladivoj Tomek („Die Grünberger Handschrift“, Prag 1859) und Josef Jireček verteidigt. Seit 1886 hatten die Prager Professoren Jan Gebauer und Tomáš Garrigue Masaryk ernste Bedenken gegen die Echtheit der Grünberger Handschrift erhoben. Masaryk bat Gebauer um wissenschaftliche Beweise pro oder contra. Masaryk und anderen gelang es ab 1886, die Falschheit dieser Werke wissenschaftlich nachzuweisen. Vermutlich sind die Autoren Václav Hanka und Josef Linda. Masarik formulierte später: „Jeden vernünftigen Menschen wird natürlich die Enttäuschung, die uns meiner Meinung nach erwartet, schmerzen; ich bin aber überzeugt davon, daß es in unserem Volk genügend nervenstarke Leute gibt, die in der Lage sind, die ungute Botschaft zu verkraften….“
Gegen Ende des 19. Jahrhunderts hatte sich die Stoßrichtung der Bemühungen um die Herausbildung eines tschechischen nationalen Selbstbewusstseins geändert. An die Stelle eines Strebens nach geistiger Gleichwertigkeit mit den Deutschen trat die Überzeugung, das tschechische Volk bedürfe keiner Beschönigung seiner Vergangenheit (mehr), es habe im Gegenteil den entsprechenden Wissensstand und die moralische Reife erreicht, den Trug der Handschriftenfälschung zu durchschauen und wissenschaftlich zu widerlegen.
Heute wird die Handschrift in der Abteilung für kostbare Handschriften des 19. Jahrhunderts im Nationalmuseum  in Prag aufbewahrt, aber aus Gründen ihres schlechten Zustands nicht mehr ausgestellt.

## Wirkung
Der Fund der Königinhofer und Grünberger Handschriften war eine Sensation für die tschechischen Patrioten und die Euphorie darüber, sich Griechen, Deutschen und Franzosen gleichstellen zu können, kannte keine Grenze. Die Handschriften erschienen 1840 in der umfassenden Anthologie „Die ältesten Denkmäler der böhmischen Sprache“.
Die Handschrift diente einige Jahrzehnte später als Vorlage einer der bekanntesten tschechischen Opern: Bedřich Smetana vertonte einige der Textstellen der Handschriften in seiner Oper Libuše.
Salz in die tschechische Wunde streute allerdings der Prager Fritz Mauthner 1897 mit seiner Novelle Die böhmische Handschrift, in der ein Lehrer ein tschechisches Heldenepos aus dem 13. Jahrhundert fälscht.